# Mythimna speciosa
Mythimna speciosa es una polilla de la familia Noctuidae. Se encuentra en la India.
La longitud de las alas es de 16,4 mm. Las alas anteriores son de color amarillo parduzco. Las alas posteriores son oscuras en la mitad externa y el área basal es ligeramente blanquecina.